# Reduncini
Die Reduncini sind eine Tribus der Hornträger (Bovidae). Sie umfassen je nach Auffassung neun bis 22 in Afrika lebende Antilopenarten, die sich auf drei Gattungen aufteilen: die Riedböcke, die Wasserböcke und die Rehantilopen. Während eine enge Verwandtschaft zwischen Ried- und Wasserböcken außer Zweifel steht, ist die Zugehörigkeit der Rehantilopen zu dieser Gruppe umstrittener.

## Allgemeines
Die Reduncini sind mittelgroße bis große, grasfressende Antilopen. Allen Arten gemeinsam ist das vergleichsweise lange Fell, das insbesondere bei den Wasserböcken einen zotteligen Eindruck erweckt. Mit Ausnahme des Kobs fehlen bei allen Arten die bei vielen Hornträger vorhandenen Drüsen vor dem Auge (Präorbitaldrüsen). In dieser Unterfamilie tragen nur die Männchen Hörner; die der Ried- und Wasserböcke sind an der Spitze nach vorne gebogen, die der Rehantilopen spitz und gerade.
Ried- und Wasserböcke sind in ihren Lebensräumen stark ans Wasser gebunden und kommen in ganz Afrika südlich der Sahara vor. Im Gegensatz dazu hat sich die Rehantilope an einen gebirgigen Lebensraum angepasst und bewohnt nur die Südspitze dieses Kontinents.

## Systematik
Die Reduncini umfassen drei Gattungen mit 22 Arten:
- Tribus Reduncini Knottnerus-Meyer, 1907

- Gattung Riedböcke (Redunca C. H. Smith, 1827)

- Adamaoua-Riedbock (Redunca adamauae Pfeffer, 1962)
- Großer Riedbock (Redunca arundinum (Boddaert, 1785))
- Bohor-Riedbock (Redunca bohor Rüppell, 1842)
- Ostafrika-Bergriedbock (Redunca chanleri (Rothschild, 1895))
- Sudan-Riedbock (Redunca cottoni (Rothschild, 1902))
- Bergriedbock oder Südlicher Bergriedbock (Redunca fulvorufula (Afzelius, 1815))
- Tschad-Riedbock (Redunca nigeriensis (Blaine, 1913))
- Sambia-Riedbock (Redunca occidentalis (Rothschild, 1907))
- Gemeiner Riedbock oder Senegal-Riedbock (Redunca redunca (Pallas, 1767))

- Gattung Wasserböcke (Kobus A. Smith, 1840)

- Upemba-Litschi (Kobus anselli Cotterill, 2005)
- Defassa-Wasserbock (Kobus defassa (Rüppell, 1835))
- Ellipsen-Wasserbock  (Kobus ellipsiprymnus (Ogilby, 1833))
- Kafue-Litschi (Kobus kafuensis Haltenorth, 1963)
- Senegal-Grasantilope oder Kob (Kobus kob (Erxleben, 1777))
- Letschwe oder Litschi-Moorantilope (Kobus leche Gray, 1850)
- Weißohr-Moorantilope (Kobus leucotis (Lichtenstein & Peters, 1854))
- Kamerun-Grasantilope (Kobus loderi (Lydekker, 1900))
- Weißnacken-Moorantilope (Kobus megaceros (Fitzinger, 1855))
- † Roberts-Wasserbock (Kobus robertsi (Rothschild, 1907))
- Bangweulu-Litschi (Kobus smithemani (Lydekker, 1900))
- Uganda-Grasantilope (Kobus thomasi (Sclater, 1895))
- Puku (Kobus vardonii (Livingstone, 1857))

- Gattung Pelea Gray, 1851

- Rehantilope (Pelea capreolus (Forster, 1790))

Wasser- und Riedböcke bilden die Gattungsgruppe der Reduncini und sind eng miteinander verwandt. Diese Verwandtschaft ist auch gut durch morphologische Übereinstimmungen belegt und steht außer Zweifel. Weit umstrittener ist hingegen die Stellung der Rehantilope. Diese wurde manchmal aufgrund ihrer kleinen Ausmaße in die Böckchen eingegliedert oder den Gazellenartigen zugeordnet. Manche Forscher stellten sie sogar in eine eigene Unterfamilie, Peleinae, die sie an die Basis der Hornträger platzierten. Molekulargenetische Untersuchungen sprechen hingegen für eine Verwandtschaft mit Ried- und Wasserböcken und darum eine Einordnung in die Reduncini.